# Hendrik Rudolph Trip
Hendrik Rudolph Trip, ('s-Hertogenbosch, 2 april 1779 – 's-Gravenhage, 7 januari 1865) was een Nederlands luitenant-generaal en politicus, officier in de Militaire Willems-Orde.

## Familie
Trip was een lid van de familie Trip. Hij was een zoon van Hendrik Rudolph Trip (1757-1837), ontvanger Directe belastingen, commies van 's lands magazijnen ("artilleriemeester"), en Gijsberta Maria van Omphal (1749-1826). Hij bleef ongehuwd. Trip was een oom van Hendrik Johan Rudolph Beijen, die in de jaren 1876-1877 minister van Oorlog was en daarmee niet formeel, maar wel feitelijk een van de opvolgers van zijn oom.

## Loopbaan
Trip trad op 9 april 1791 als cadet bij het korps artillerie te voet in Hollandse dienst (bataljon Oranje Stad en Lande). Op 22 februari 1793 werd hij bevorderd tot onderluitenant bij de vijfde compagnie van het eerste bataljon der artillerie. Op 8 juli 1795 werd hij bevorderd tot eerste luitenant en in 1799 benoemd tot tweede kapitein. In 1800 nam hij met zijn compagnie deel aan de winterveldtocht aan de Main. Hij diende vanaf 13 november 1806 als adjunct bij de staf van generaal Drouas en keerde in 1807 terug naar Nederland, waar koning Lodewijk hem op 1 mei 1807 benoemde tot ridder in de Orde van de Unie. Op 3 januari 1807 werd hij aangesteld aan het hoofd van de dan nieuw opgerichte derde compagnie rijdende artillerie, die met vier zesponders en twee houwitsers werd ingedeeld bij de Hollandse Brigade van Chassé, om daarmee naar Spanje te vertrekken.
Deze tocht begon op 4 september 1807, na te Parijs door Napoleon in ogenschouw te zijn genomen. Voor zijn verrichtingen werd Trip op 30 augustus 1809 door koning Lodewijk tot luitenant-kolonel bevorderd bij de staf van het korps artillerie en genie en, hoewel hij bij de staf der artillerie was geplaatst, bleef hij zijn compagnie in Spanje aanvoeren. Voor zijn aandeel in de Slag bij Ocaña verkreeg hij het Legioen van Eer.
Bij de vereniging van Holland met Frankrijk in 1810 ging hij over in Franse dienst en werd hij als bataljonschef bij het negende regiment artillerie te voet geplaatst. Op 3 september 1812 werd hij door Napoleon tot ridder in de Orde van de Reünie benoemd. Trip werd overgeplaatst bij het achtste regiment en nam hiermee deel aan de oorlog in Duitsland. Tijdens de volkerenslag bij Leipzig werd hij gewond en op 17 oktober 1813 krijgsgevangen gemaakt. Toen hij uit deze krijgsgevangenschap teruggekeerd was vroeg hij zijn ontslag aan uit de Franse dienst; deze werd hem op de meest eervolle wijze verleend. Hij bood vervolgens zijn diensten aan de soevereine vorst aan en werd op 21 januari 1814 bevorderd tot luitenant-kolonel bij de rijdende artillerie.
In deze rang nam hij deel aan de veldtocht in 1815, als commandant der artillerie bij het legerkorps van Lord Hill en bij de legerafdeling van prins Frederik. Hij werd op 8 december 1815 bevorderd tot tweede kolonel en op 8 augustus 1818 aan het hoofd van het department van de grootmeester geplaatst. Door zijn veelzijdige kennis en grote ervaring verrichtte hij veel en belangrijk werk voor het wapen der artillerie. Trip maakte verschillende veldtochten mee, onder meer in Spanje in 1809-1812, in Duitsland en Frankrijk. Tijdens de slag bij Talavera, op 28 juli 1809, en tijdens de Slag bij Bautzen (21 mei 1813) raakte hij gewond.

### Latere loopbaan
In 1820 werd Trip benoemd tot kolonel, in 1826 bevorderd tot generaal-majoor en in 1831 benoemd tot opperbevelhebber der artillerie van het leger te velde. Hij nam deel aan de Tiendaagse Veldtocht en werd voor zijn verrichtingen benoemd tot ridder der derde klasse van de Militaire Willems-Orde (Koninklijk Besluit van 31 augustus 1831, nummer 113). Hij voerde tijdens deze veldtocht het opperbevel over de artillerie te velde. Op 23 augustus 1834 droeg hij het opperbevel over de artillerie te velde over aan kolonel F.C. List. Hij werd bevorderd tot generaal-majoor en aanvaardde de betrekking van directeur-generaal van oorlog. Dat was de toenmalige aanduiding van het hoofd van het Ministerie van Oorlog. Op 25 december 1839 werd hij benoemd tot adjudant-generaal van de Koning en tot lid van de Eerste Kamer der Staten-Generaal.
Tijdens zijn voorzitterschap (vanaf 1845) vonden in de Eerste Kamer de besprekingen over de Grondwetsherziening plaats, die hij als trouw dienaar van de Koning steunde. Hij werd op 22 september 1840 bevorderd tot luitenant-generaal en op zijn verzoek, op 17 september 1841, gepensioneerd.
- Biografisch Portaal: 08577123
- Digitale Bibliotheek voor de Nederlandse Letteren: trip020
- International Standard Name Identifier: 0000 0003 9526 2507
- Nederlandse Thesaurus van Auteursnamen: 070037906
- Parlement.com: vg09lls93mzk
- Virtual International Authority File: 289954514
- WorldCat: E39PBJbxG68XfdQVCDRGHK8XBP